# Герцлия
Герцли́я (Херцлия, Герцелия) (ивр. הֶרְצְלִיָּה‎) — город в Израиле между Тель-Авивом и Нетанией. Курорт.

## Топоним
Город назван в честь Теодора Герцля, одного из основателей сионистского движения.

## История
С начала первого тысячелетия и до XIII века на месте Герцлии существовал процветающий греческий портовый город Аполлония.
Основан американскими евреями при финансовой поддержке Палестинского еврейского бюро в 1924 году — 13 декабря этого года 7 человек поселились в бараке на заброшенной земле. Первые поселенцы занимались в основном сельскохозяйственной деятельностью.
Равнина Хашарон издавна славилась богатыми урожаями. Посёлок раскинулся среди апельсиновых и лимонных рощ. Потом появились промышленные посёлки. После Войны за независимость началось быстрое развитие поселения, поглотившего соседние посёлки (Ноф-Ям, Шавив, Неве-Амал, Неве-Овед и Глилот). В 1930 году здесь открылась первая школа, а в 1960 году Герцлия получила статус города. По одной из версий, 7 звёзд на гербе символизирует 7 часов в день, которые по плану Герцля должны были бы работать рабочие в еврейском государстве.

## Население
По данным Центрального статистического бюро Израиля, население на начало 2020 года составляло 97 470 человек.

## Руководители города
- 1960—1966 — Ифхар, Песах
- 1966-67 — Натан Розенталь (председатель назначенной комиссии)

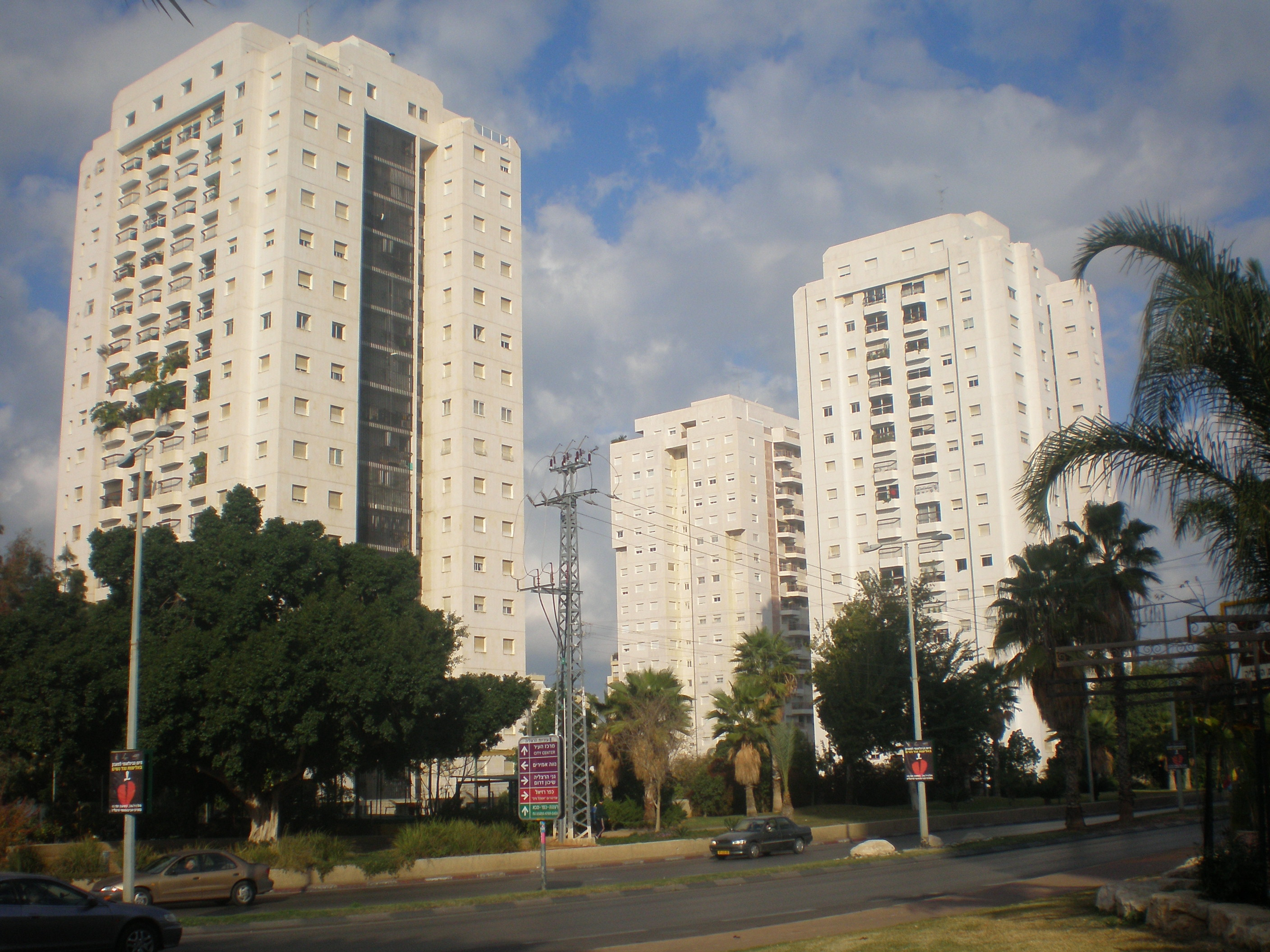
Многоквартирные дома в Неве-Амирим

- 1969-83 — Йосеф Нево
- 1983-98 — Эли Ландау
- 1998—2013 — Яэль Герман
- 2013 — Йонатан Ясъур
- 2013—2024 — Моше Фадлон
- С 2024 — Ярив Фишер

## Инфраструктура
Герцлия Медикал Центр находится на набережной города, рядом с гостиницей «Шарон».
В промышленной зоне Герцлии расположены в основном наукоёмкие производства и офисы фирм, занимающихся информационными технологиями, чья продукция как правило идёт на экспорт. Городские власти за последние годы[когда?]

 вложили значительные средства в инфраструктуру и благоустройство индустриальной зоны, что помогло сделать её одним из важных промышленных центров Израиля. В городе имеется крупная гавань для яхт и аэродром для небольших частных самолётов.

## Достопримечательности
После образования государства Израиль побережье Средиземного моря начали использовать для развития туризма. Герцлия — важный центр отдыха и туризма.
В черте города обнаружен мозаичный пол церкви VI века. Вблизи города находятся руины Махмиша — поселения, существовавшего с ханаанейского по эллинистический период. В северной части Герцлии находятся развалины порта и укреплённого города крестоносцев Арсуфа, построенного на месте эллинистической Аполлонии и ханаанейского Решефа (Ришпона).

## Города-побратимы
- Днепр, Украина (3 августа 1993)
- Лейпциг (с 2011 года)